# Dalia Hernández
Dalia Hernández Armenta (* 14. August 1985 in Veracruz, Mexiko) ist eine mexikanische Tänzerin und Schauspielerin. Sie lebt in Xalapa, wo sie zeitgenössischen Tanz an der Universidad Veracruzana studiert.
Obwohl sie keine Schauspielausbildung hatte, wurde sie ausgewählt, an der Seite von Rudy Youngblood in Mel Gibsons Film Apocalypto aus dem Jahr 2006 die Rolle der hochschwangeren Frau Sieben zu spielen, wodurch sie internationale Bekanntheit erlangte. Für diese Rolle wurde sie 2007 mit dem Imagen Award in der Kategorie Beste Nebendarstellerin ausgezeichnet.

## Filmografie (Auswahl)
- 2006: Apocalypto
- 2014: Die Legende der Maske (Fernsehfilm)